# 4617-es mellékút (Magyarország)
A 4617-es számú mellékút egy alig két és fél kilométer hosszú, négy számjegyű mellékút Pest vármegyében, a dél-pesti agglomeráció két szomszédos települése között: Ócsa közigazgatási területeit köti össze Alsónémedivel.

## Nyomvonala
A 4604-es útból ágazik ki, majdnem pontosan annak hatodik kilométerénél, Ócsa közigazgatási területének északi részén, nyugat-délnyugati irányban, egy körforgalmú csomópontból. Mintegy háromszáz méter után el is éri a település és Alsónémedi határvonalát, onnantól azt kísérve húzódik tovább, délnyugati irányba fordulva. 1,4 kilométer megtétele után újból kissé nyugatabbi irányt vesz és teljesen Alsónémedi területére ér. Második kilométere után keresztezi a két település belterületeit összekapcsoló 46 104-es számú mellékutat, nem sokkal ezután pedig véget is ér, Alsónémedi belterületének déli széle közelében, beletorkolva az 5-ös főút 25+800-as kilométerszelvénye táján épült körforgalmú csomópontba.
Teljes hossza, az országos közutak térképes nyilvántartását szolgáló kira.gov.hu adatbázisa szerint 2,365 kilométer.

## Települések az út mentén
- Ócsa
- Alsónémedi